# Državna cesta D34
D34 je državna cesta u Hrvatskoj. Ukupna duljina iznosi 79 km.